# Palpation
Als Palpation (von lateinisch palpare, „streicheln“) bezeichnet man in der Medizin die Untersuchung des Körpers durch Betasten, das heißt durch Benutzung verschiedener Qualitäten des Tastsinns.
Die Palpation ist eines der ältesten, bereits in altägyptischen Papyri überlieferten, Diagnostikverfahren und zählt wie die Inspektion, die Auskultation und die Perkussion zur körperlichen Untersuchung in der Medizin.
Das sogenannte Palpieren kann mit einem oder mehreren Fingern sowie mit der Handfläche geschehen. Eine Palpation mit beiden Händen wird als bimanuelle Palpation bezeichnet. Sie wird meist eingesetzt, um ein Organ – zum Beispiel die Milz oder die Gebärmutter – mit der einen Hand der untersuchenden Hand näher zu bringen.
Beurteilt werden dabei Konsistenz, Elastizität, Beweglichkeit, Schmerzempfindlichkeit sowie die Größe der zu untersuchenden Organe oder Körperstrukturen.
Palpiert werden unter anderem:
- die Haut (Hautfalten, Elastizitär, Schwellungen, Temperatur, Trigeminusdruckpunkte)
- der Brustkorb (zum Beispiel Stimmfremitus und Herzspitzenstoß)
- Augapfel zur orientierenden Beurteilung des intraokularen Drucks
- Bauch oder Unterbauch zur Beurteilung krankhafter Prozesse im Bauchraum
- weibliche Brust – vornehmlich in der Woche nach der Regelblutung;
- Uterus (Gebärmutter) – besonders seine Größenzunahme während der Schwangerschaft
- Gelenke (auch Gelenkfortsätze, etwa der Halswirbelsäule[3])
- Hoden
- Leber – v. a. zur Beurteilung ihrer Größe und Konsistenz
- (vergrößerte) Lymphknoten in verschiedenen Regionen des Körpers zum Erkennen von Entzündungen oder Tumoren
- Muskeln
- Prostata
- Puls an verschiedenen Arterien
- Sehnen
- (vergrößerte) Schilddrüse (Struma)
- Speicheldrüsen und deren Ausführungsgänge – u. a. zur Erkennung von Steinen (siehe Sialadenose)